# Май 2013 года

Список событий мая 2013 года.

## События
- 1 мая
  - Президент России Владимир Путин вручил первые золотые медали Герой Труда России. Первыми награждёнными стали дирижёр Мариинского театра Валерий Гергиев, нейрохирург и директор Института имени Бурденко Александр Коновалов, токарь из Челябинской области Константин Чуманов, механизатор из Воронежской области Юрий Конов и шахтер из Кемеровской области Владимир Мельник[1].
  - США успешно испытали гиперзвуковую ракету X-51A Waverider[2].
  - Инженеры IBM Research создали мультфильм «Мальчик и его атом», двигая отдельные атомы углерода на медной подложке при помощи сканирующего туннельного микроскопа[3].
  - С космодрома Сичан произведён запуск ракеты-носителя Великий поход-3B/E. Она вывела на орбиту телекоммуникационный спутник Zhongxing-11[4].
- 2 мая
  - Национальный олимпийский комитет Грузии принял решение об участии в Зимних Олимпийских играх в Сочи[5].
  - Инженеры из Гарвардской школы инженерных и прикладных наук осуществили первый маневрируемый полёт самого маленького летающего робота RoboBee[6].
  - Осужденный за шпионаж в пользу Индии Сарабжит Сингх был убит в пакистанской тюрьме, в Индии прошли митинги с требованиям к властям принять меры в отношении Пакистана[7].
- 3 мая
  - В Хельсинки (Финляндия) стартовал 77-й чемпионат мира по хоккею с шайбой[8].
  - Телескоп NuSTAR смог засечь активность чёрной дыры в центре Млечного Пути[9].
  - В СМИ появились сообщения об авиаударе Израиля по Сирии, предположительно с целью уничтожения ракет дальнего радиуса действия, предназначавшийся для ливанского исламистского движения «Хезболла»[10].
  - Государства-члены ЕС проголосовали за запрет на использование в Европе пестицидов на основе неоникотиноидов, связанных с повышенной смертностью пчёл[11].
  - Под Бишкеком разбился самолёт-заправщик Boeing KC-135 Stratotanker ВВС США, погибли 3 человека.
- 4 мая
  - В Луисвилле, штат Кентукки прошли 139-е скачки «Дерби в Кентукки», победителем которых стал жокей Джоэл Росарио на жеребце по кличке Орб[12].
- 5 мая
  - Испытания сверхновой баллистической ракеты М-51 с французской АПЛ закончился неудачей — ракета взорвалась вскоре после старта[13].
  - Парламентские выборы и выборы ассамблей 12 штатов в Малайзии[14]. Победу одержала правящая коалиция Национальный фронт[15].
  - В Свердловской области недалеко от города Серов в болоте найден пропавший 11 июня 2012 года самолёт Ан-2, все 13 человек погибли[16].
- 6 мая
  - В катастрофе вертолёта Ми-8Т в Иркутской области погибли 9 человек[17].
  - В Венесуэле началась проверка итогов выборов президента[18].
  - Юсуп Темерханов, которого присяжные признали виновным в убийстве экс-полковника Юрия Буданова, приговорён к 15 годам лишения свободы[19].
  - Пять человек погибли в результате извержения филиппинского вулкана Майон, ещё семеро получили различные травмы[20].
- 7 мая
  - В Стокгольме открылся музей легендарной группы ABBA[21].
  - С космодрома Куру произведён запуск ракеты-носителя «Вега». На орбиту выведен европейский спутник Proba-V, вьетнамский спутник VNREDSat 1A и первый эстонский спутник ESTCube-1, целью которого является создание и исследование электрического паруса[22][23].
- 8 мая
  - Заместитель председателя Правительства Российской Федерации Владислав Сурков подал в отставку[24].
- 9 мая
  - Открыты 3 станции Казанского метрополитена: «Яшьлек», «Северный вокзал» и «Авиастроительная»[25].
  - Иракские власти отказались предоставлять убежище вооружённым отрядам курдов, которые покидают Турцию по соглашению с местным правительством о прекращении огня[26].
  - Тайвань потребовал от Филиппин принести извинения за гибель тайваньского рыбака в спорных водах пролива Баши во время обстрела филиппинской береговой охраны[27].
- 10 мая
  - Кольцеобразное солнечное затмение, наблюдаемое в Австралии и Океании[28].
  - В Нью-Йорке на месте Всемирного торгового центра, разрушенного в результате террористических актов 11 сентября 2001 года, завершено строительство здания Башни Свободы, ставшей самым высоким зданием в Западном полушарии[29].
  - Парламент Исландии утвердил нового премьер-министра страны. Им стал Сигмюндюр Давид Гюннлёйгссон.
- 11 мая
  - Парламентские выборы в Пакистане[30]. Победу одержала партия Пакистанская мусульманская лига[31].
  - На юге Турции недалеко от границы с Сирией произошёл двойной теракт, около 40 человек погибли, десятки ранены[32].
- 12 мая
  - Досрочные парламентские выборы в Болгарии[33]. Большинство мест получила правящая партия ГЕРБ[34].
  - Папа Римский канонизировал 813 «мучеников Отранто»[35].
- 13 мая
  - В Москве открыта двухуровневая развязка на пересечении Каширского шоссе с Пролетарским проспектом и проспектом Андропова[36][37].
  - Вышел первый выпуск теленовостей Yle, национальной телерадиовещательной компании Финляндии, на русском языке[38].
  - В Белизе при добыче щебня для строительства дороги была разрушена одна из крупнейших пирамид майя[39].
- 14 мая
  - Космический корабль Союз ТМА-07М совершил посадку в казахстанской степи. Экипаж посадки Роман Романенко, Томас Маршбёрн, Кристофер Хэдфилд[40].
  - В Мальмё (Швеция) начался 58-й Конкурс песни Евровидение[41].
  - При попытке вербовки российского агента спецслужб, сотрудниками Федеральной службы безопасности был задержан Райан Фогл, сотрудник ЦРУ, работавший под прикрытием.[42]
  - Бразилия стала пятнадцатой страной, легализовавшей однополые браки[43].
  - С космодрома Байконур осуществлен запуск ракеты-носителя Протон-М с разгонным блоком Бриз-М. На орбиту выведен французский телекоммуникационный спутник Eutelsat 3D[44].
- 15 мая
  - По данным института INSEE, экономика Франции вошла в рецессию[45].
  - Открылся 66-й Каннский кинофестиваль[46].
  - С мыса Канаверал осуществлён запуск ракеты-носителя Атлас-5 v401 с навигационным спутником GPS 2F-4 (USA-242)[47].
- 16 мая
  - Армения стала председателем Комитета министров Совета Европы[48].
  - Авария DHC-6 в Непале.
- 17 мая
  - Юношеская сборная России по футболу выиграла чемпионат Европы проходящий в Словакии[49].
  - Национальная избирательная комиссия перепроверила результаты президентских выборов президента Венесуэлы, которые состоялись 14 апреля. Итоги проверки не выявили серьёзных нарушений при подсчёте голосов[50].
- 18 мая
  - Московский футбольный клуб ЦСКА в четвёртый раз стал чемпионом России по футболу[51].
  - Певица из Дании Эммили де Форест с песней «Only Teardrops» стала победительницей Конкурса песни Евровидение[52].
- 19 мая
  - В России начало вещание Общественное телевидение России[53].
  - Сборная Швеции по хоккею выиграла домашний чемпионат мира[54].
  - В Швеции начались массовые беспорядки, вызванные недовольством молодёжи высоким уровнем безработицы[55].
  - Народный Рух Украины и Украинская народная партия объединились в Украинскую народную партию «Рух»[56].
- 20 мая
  - Тридцать три землетрясения магнитудой от 4 до 6,3 произошли у восточного побережья Камчатки за сутки[57][58].
  - Над американским штатом Оклахома пронёсся торнадо, скорость которого достигала 320 км/ч. Почти полностью разрушен город Мур. Погибли 24 человека, в том числе 9 детей, более 200 получили ранения[59].
- 22 мая
  - Исландское правительство приняло решение приостановить переговоры с Брюсселем о вступлении в Евросоюз и вынести этот вопрос на референдум[60].
  - В Лондоне произошло убийство на религиозной почве, вызвавшее бурную реакцию в британском обществе[61].
- 24 мая
  - В Охотском море произошло землетрясение магнитудой 8,3[62] по шкале момента магнитуды на глубине свыше 600 км. Отголоски этого землетрясения ощущались на большей части России[63].
  - 80-летний японец Юитиро Миура стал самым пожилым человеком, покорившим Эверест[64].
- 25 мая
  - В Индии повстанцы-маоисты напали на транспортную колонну, в которой ехали региональные лидеры правящей партии, убив свыше 25 человек[65].
  - Жители 48 американских штатов вышли на митинг против биотехнологического гиганта Monsanto[66].
  - В Германии на аукционе Breker за рекордную сумму 668 тысяч долларов был продан один из первых компьютеров компании Apple — функционирующая модель Apple I[67].
- 26 мая
  - «Золотая пальмовая ветвь» 66-го Каннского кинофестиваля досталась драме французского режиссёра Абдельлатифа Кешиша «Жизнь Адель. Главы первая и вторая»[68].
  - Израильская компания Better Place, пытавшаяся совершить революцию на мировом рынке электромобилей, объявила о запуске процедуры банкротства[69].
  - Победителем этапа Формулы-1 Гран-при Монако стал немец Нико Росберг[70].
- 27 мая
  - Национальный институт антропологии и истории Мексики обнаружил около 5 тысяч древних наскальных рисунков на 11 стоянках близ мексиканского города Бургос в штате Тамаулипас[71].
  - Власти США заблокировали работу электронной платежной системы Liberty Reserve, её основатель и ещё пять человек были арестованы по обвинению в отмывании денег[72].
  - Российские ученые нашли хорошо сохранившегося мамонта с незамерзающей при −17 °С кровью[73].
- 28 мая
  - Израильский писатель Амос Оз стал лауреатом престижной литературной премии Франца Кафки[74].
  - Начались акции протеста в Турции вызванные реконструкцией парка Гези на площади Таксим[75].
- 29 мая
  - Старт космического корабля Союз ТМА-09М к международной космической станции. Экипаж Фёдор Юрчихин (Россия), Карен Найберг (США), Лука Пармитано (Италия)[76].
  - Правительство Болгарии возглавил представитель БСП Пламен Орешарски[77].
  - Пожар в здании Технологического института в Санкт-Петербурге[78].
  - Совет ООН по правам человека принял резолюцию, в которой критикуются сирийские власти, а также осуждается участие иностранных граждан в боевых действиях на стороне президента Башара Асада[79].
- 30 мая
  - Оргкомитет «Сочи 2014» представил олимпийские медали[80].
  - Учёные Стэнфордского университета объявили об изобретении нового типа воздушно-цинковых аккумуляторов, превосходящих по основным эксплуатационным характеристикам литий-ионные[81].
  - Китайская компания Shuanghui начала покупку Smithfield Foods, крупнейшего в мире производителя свиней, за 4,7 млрд долларов[82].
  - Барак Обама назначил новым руководителем ФБР республиканца Джеймса Коми[83].
- 31 мая
  - В Кыргызстане начались массовые беспорядки[84].
  - Начало массовых беспорядков в Турции с требованием отставки правительства страны[85].